# Thorectes nitidus
Thorectes nitidus är en skalbaggsart som beskrevs av Henri Jekel 1865. Thorectes nitidus ingår i släktet Thorectes och familjen tordyvlar. Inga underarter finns listade i Catalogue of Life.